# Рубежный проезд
Рубе́жный прое́зд (название утверждено 29 ноября 2011 года, ранее проектируемый проезд № 369) — проезд в Москве, на территории района Крылатское Западного административного округа. Проходит между улицей Крылатские Холмы и дублёром Рублёвского шоссе.

## Происхождение названия
Рубежный проезд назван 29 ноября 2011 года в ознаменование празднования 70-й годовщины начала контрнаступления советских войск против немецко-фашистских войск в битве под Москвой. В 1941—1942 годах на этом месте проходил рубеж обороны 4-й дивизии Московского народного ополчения. 
Неподалёку в лесопарковой зоне между Рублёвским шоссе, улицей Академика Павлова и Ярцевской улицей сохраняется фрагмент противотанкового рва протяжённостью в несколько сотен метров, напоминающий о бывшем оборонительном рубеже.

## Транспорт
Ближайшая станция метро — «Крылатское».
По проезду проходят автобусы 733, 733к, м35, 271.